# 陈叔弼
陈叔弼，宋朝政治人物。
陈叔弼曾于1248年接替郑南任华亭县知县一职，1253年由黄震接任。